# オスカル・ウンベルト・メヒア・ビクトレス
オスカル・ウンベルト・メヒア・ビクトレス（Oscar Humberto Mejía Víctores、1930年12月9日 - 2016年2月1日）はグアテマラの軍人、政治家で、1983年から1986年までグアテマラの大統領をつとめた。
軍政時代の最後の大統領であり、新憲法を制定して民主的な選挙を行ったが、その一方でジェノサイド的な先住民の殺害を行ったとして批判された。

## 生涯
メヒアはグアテマラシティに生まれ、1948年に軍学校に入った。卒業後の1953年に歩兵隊の少尉となった。昇進を重ねて1980年には准将となり、軍の監察官、防衛省の次官、エフライン・リオス・モント大統領時代の防衛相などを歴任した。
1983年8月8日にメヒアは参謀長のロペス・フエンテス (Héctor Mario López Fuentes) とともにクーデターを起こしてリオス・モント政権を倒した:405。クーデターの動機は複雑だが、主要な理由に階級の低い若手将校によって政権が握られることに対する高官の反発があったという:404-405。
メヒアは軍事評議会（フンタ）の長をつとめた。クーデターの20日後に大統領に就任し、国務会議を解散した。
ゲリラに対しては1983年12月2日に恩赦を行ったが、弾圧はむしろ強まった。1983年にはフランシスコ会の聖職者であるアウグスト・ラミレス・モナステリオが誘拐され、暴行を受けて死亡しているのが発見された。
リオス・モント大統領の時代にすでに開始されていた自由な選挙への準備をメヒアは行った:405。1984年に制憲議会を招集し、1985年5月31日に新しい憲法を公布した。この憲法が現行のグアテマラ憲法である。
1984年には議会選挙を行った。1985年11月には大統領選挙が行われ、キリスト教民主党(DCG)から出馬した民間人のビニシオ・セレソが次期大統領に選出された。セレソは1986年1月に大統領に就任した。これによって軍政時代は終わりを告げたが、軍はなお強大な権力を持ち続けた:408。グアテマラ内戦の終結にはさらに10年を要した。
政権を去るにあたってメヒアは1982年3月23日のリオス・モントのクーデターから1986年1月14日までのすべての軍およびゲリラの犯罪行為に対して恩赦を行う法令(Decreto 8-86)を発した。しかしこの法令は10年後のグアテマラ内戦終結にあたって破棄された。
1999年、迫害の被害者であるリゴベルタ・メンチュウらは、ロメオ・ルカス・ガルシア、エフライン・リオス・モント、およびオスカル・ウンベルト・メヒア・ビクトレスの3人の大統領を含む8人の元政府官僚に対してスペインの裁判所に訴えを起こした。
2011年、メヒア政権がグアテマラ内戦でもっとも過酷な時代であり、先住民のマヤ人が彼のもとで何千人も殺害されたとして人権団体に訴追されたが、認知症を患い発作があるために裁判に耐えないとして訴追を免れた。
メヒアは長く病気を患い、2016年に没した。85歳だった。